# Província Socialista Autónoma do Cossovo
A Província Autônoma Socialista do Kosovo (em servo-croata: Socijalistička Autonomna Pokrajina Kosovo / Социјалистичка Аутономна Покрајина Косово, em albanês: Krahina Socialiste Autonome e Kosovës. Abreviada como PSA do Kosovo), também referida simplesmente como Kosovo, foi uma das duas províncias autônomas da República Socialista da Sérvia na Iugoslávia (a outra sendo Voivodina), entre 1945 e 1990, quando foi renomeada Província Autônoma do Kosovo e Metóquia.
Entre 1945 e 1963 foi oficialmente denominada Região Autónoma do Kosovo e Metóquia,  com um nível de autogoverno inferior ao da Província Autônoma da Voivodina. Em 1963, foi concedido o mesmo nível de autonomia que Voivodina e, consequentemente, seu nome oficial foi alterado para Província Autônoma de Kosovo e Metóquia Em 1968, o termo "Metóquia " foi abandonado,  e o prefixo "Socialista" foi adicionado,  mudando o nome oficial da província para Província Autônoma Socialista do Kosovo. Em 1974, ambas as províncias autônomas (Voivodina e Kosovo) receberam níveis significativamente maiores de autonomia. Em 1989, sob a presidência de Slobodan Milošević, esse nível de autonomia foi reduzido. Em 1990, o termo "Metóquia" foi reinserido no nome provincial,  com a eliminação de "Socialista". A partir desse ponto, o nome oficial da província voltou a ser Província Autônoma de Kosovo e Metóquia, como havia sido entre 1963 e 1968.

## Contexto
Até 1912, a região do Kosovo estava sob domínio otomano. Após a Primeira Guerra dos Balcãs, foi incorporada ao Reino da Sérvia pelo Tratado de Londres.  Na época em que a Sérvia anexou Kosovo (1912–1913), a constituição de 1903 ainda estava em vigor. Esta constituição exigia uma Grande Assembleia Nacional antes que as fronteiras da Sérvia pudessem ser expandidas para incluir o Kosovo; mas nenhuma Grande Assembleia Nacional foi realizada.  Constitucionalmente, o Kosovo não deveria ter se tornado parte do Reino da Sérvia. Inicialmente era regulamentado por decreto.  Os partidos políticos sérvios e o exército não conseguiram chegar a acordo sobre como governar os territórios recentemente conquistados; isso acabou sendo resolvido por um decreto real. 
Em 1918, a região do Kosovo, com o resto da Sérvia, tornou-se parte do recém-formado Reino dos Sérvios, Croatas e Eslovenos (renomeado desde 1929 como Reino da Iugoslávia). Durante o período entre guerras (1918-1941), o status constitucional da região de Kosovo dentro da Iugoslávia não foi resolvido. Em 1941, o Reino da Iugoslávia foi atacado e ocupado pela Alemanha Nazista e seus aliados.  A região do Kosovo foi ocupada por alemães (parte norte), italianos (parte central) e búlgaros (parte oriental). A zona de ocupação italiana foi formalmente anexada à Albânia Fascista. Isso marcou o início da perseguição em massa de sérvios étnicos nas regiões anexadas de Metóquia e no centro do Kosovo. Um reinado de terror foi imposto pela organização nacionalista albanesa Balli Kombëtar e pela Divisão Skanderbeg SS, criada por Heinrich Himmler.  No final de 1944, a população sérvia da região foi dizimada.
Em 1944, Tito escreveu que "obterá uma autonomia mais ampla, e a questão de qual unidade federal eles serão incluídos dependerá do próprio povo, por meio de seus representantes", embora na prática a tomada de decisões fosse centralizada e antidemocrática.  Houve várias propostas para unir Kosovo a outras áreas (até mesmo à Albânia), mas em 1945 foi decidido unir Kosovo à República Socialista da Sérvia. Entretanto, uma parte do antigo Vilaiete de Kosovo foi dada à nova república iugoslava da Macedônia (incluindo a antiga capital Skopje), enquanto outra parte passou para Montenegro (principalmente Pljevlja, Bijelo Polje e Rožaje), também uma nova entidade. Em julho de 1945, uma "Resolução para a anexação do Kosovo-Metóquia à Sérvia federal" foi aprovada pelo "Conselho Popular Regional" do Kosovo. 

## História

### 1945–1963
De 1945 a 1963, foi a Região Autônoma de Kosovo e Metóquia (em servo-croata: Аутономна Косовско-Метохијска Област / Autonomna Kosovsko-Metohijska Oblast), que tinha um nível de autonomia inferior ao da Voivodina. 
A Região Autônoma do Kosovo e Metóquia foi criada em 3 de setembro de 1945.  Após o rompimento com o Cominform em 1948, a Iugoslávia reforçou certas políticas, incluindo uma coletivização mais rigorosa. Isso levou a sérias reduções na produção de grãos no Kosovo; houve escassez de alimentos em toda a Iugoslávia. Paralelamente a isto, o governo albanês começou a criticar o domínio iugoslavo sobre o Kosovo; o governo iugoslavo respondeu com repressões contra a população local, em busca de "traidores" e "quinta-colunas", embora o primeiro grupo clandestino pró-Tirana só tenha sido fundado no início da década de 1960. 
Em meados da década de 1950, a Assembleia da República Socialista da Sérvia decidiu que o município de Leposavić (187km2) ser cedido à Região Autônoma do Kosovo e Metóquia, após pedidos da liderança do Kosovo.  Até então fazia parte do Kraljevo srez, cuja população era inteiramente sérvia.  Depois disso, o número de sérvios caiu drasticamente  (mas permaneceu a pluralidade). Em 1959, Leposavić foi incorporada à província.  
Após a ruptura entre Tito e Stalin em 1948, as relações entre a Albânia stalinista e a Iugoslávia também foram rompidas. A política linguística era de extrema importância na Iugoslávia comunista, que depois da Segunda Guerra Mundial foi reorganizada como uma federação de nações definidas etnolinguisticamente. No Kosovo do pós-guerra, a língua albanesa local foi distanciada do padrão albanês baseado no tosk, baseando-se no dialeto kosovar do gheg. Como resultado, uma língua kosovar padrão foi formada. No entanto, após a reaproximação entre a Albânia e a Jugoslávia na viragem da década de 1970, Belgrado adoptou o padrão albanês da língua albanesa baseado no Tosk, o que pôs fim ao breve florescimento da língua kosovar baseada no Gheg. 

### 1963–1968
A Província Autônoma de Kosovo e Metohija (em servo-croata: Аутономна Покрајина Косово и Метохија / Autonomna Pokrajina Kosovo i Metohija, em albanês: Krahina Autonome e Kosovës dhe Metohisë) foi o nome usado de 1963 a 1968, quando o termo "Metóquia" foi abandonado,  e o prefixo "Socialista" foi adicionado. 
O Kosovo tornou-se oficialmente uma província autônoma em 1963, após as reformas constitucionais, e a sua posição foi igualada ao estatuto da Voivodina.  As tensões entre os albaneses étnicos e os governos jugoslavo e sérvio foram significativas, não só devido às tensões nacionais, mas também devido a preocupações políticas ideológicas, especialmente no que diz respeito às relações com a vizinha Albânia.  Medidas repressivas severas foram impostas aos albaneses do Kosovo devido a suspeitas de que eles eram simpatizantes das políticas stalinistas do albanês Enver Hoxha.  Em 1956, realizou-se um julgamento-espectáculo em Priština, no qual vários comunistas albaneses do Kosovo foram condenados por serem infiltrados da Albânia e receberam longas penas de prisão.  O alto funcionário comunista sérvio Aleksandar Ranković procurou garantir a posição dos sérvios no Kosovo e deu-lhes o domínio na nomenklatura do Kosovo. 
O islamismo no Kosovo naquela época foi reprimido e tanto os albaneses quanto os eslavos muçulmanos foram encorajados a se declararem turcos e emigrarem para a Turquia.  Ao mesmo tempo, os sérvios e os montenegrinos dominavam o governo, as forças de segurança e o emprego industrial no Kosovo.  Os albaneses ressentiram-se destas condições e protestaram contra elas no final da década de 1960, acusando as acções tomadas pelas autoridades do Kosovo como sendo colonialistas, bem como exigindo que o Kosovo fosse transformado numa república, ou declarando apoio à Albânia. 

### 1968–1990
A Província Autônoma Socialista do Kosovo (em servo-croata: Социјалистичка Аутономна Покрајина Косово / Socijalistička Autonomna Pokrajina Kosovo, em albanês: Krahina Socialiste Autonome e Kosovës) foi o nome usado a partir de 1968, quando o prefixo "Socialista" foi adicionado,  e o termo "Metóquia" foi eliminado.  O nome Província Autônoma Socialista do Kosovo foi usado oficialmente até 1990, quando o termo "Metóquia" foi reinserido no nome oficial,  e o prefixo "Socialista" foi eliminado.

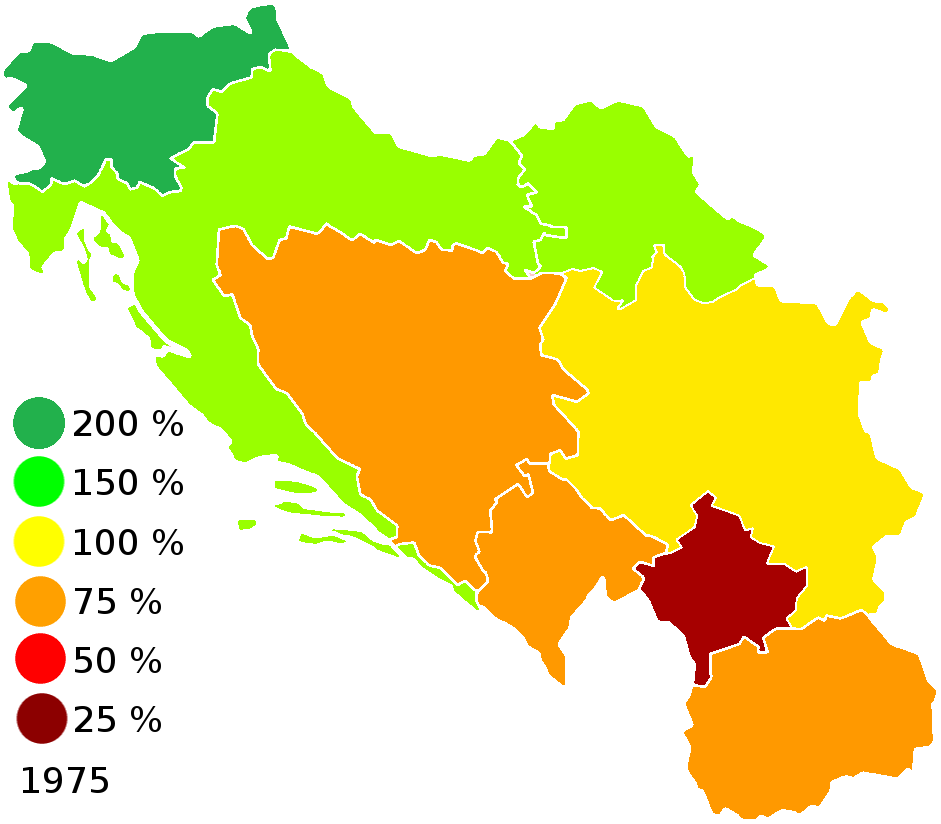
Força média da economia iugoslava como um desvio da principal (Iugoslávia = 100 %) indicador em 1975. A PSA do Kosovo era a entidade mais pobre da RSF da Iugoslávia.

### Construindo uma autonomia substancial: 1968–1974
A autonomia do Kosovo foi significativamente fortalecida em 1968, como resultado de grandes mudanças políticas na Iugoslávia. Após a destituição de Ranković em 1966, a agenda dos reformadores pró-descentralização na Jugoslávia, especialmente da Eslovénia e da Croácia, conseguiu em 1968 alcançar uma significativa descentralização constitucional de poderes, criando uma autonomia substancial tanto no Kosovo como na Voivodina, e reconhecendo uma nacionalidade muçulmana iugoslava.  Como resultado destas reformas, houve uma revisão massiva da nomenklatura e da polícia do Kosovo, que passaram de uma posição dominada pelos sérvios para uma posição dominada pelos albaneses étnicos, através de despedimentos em larga escala de sérvios.  Foram feitas mais concessões aos albaneses étnicos do Kosovo em resposta à agitação, incluindo a criação da Universidade de Pristina como uma instituição de língua albanesa.  Estas mudanças criaram um medo generalizado entre os sérvios de que estavam a ser transformados em cidadãos de segunda classe na Iugoslávia. 

### Autonomia substancial alcançada: 1974–1990
A Província Autônoma Socialista do Kosovo recebeu mais autonomia dentro da Sérvia e da Iugoslávia por meio da reforma constitucional em 1974. Nas novas constituições da Jugoslávia e da Sérvia, adoptadas durante a reforma de 1974, foi concedida ao Kosovo uma grande autonomia, permitindo-lhe ter não só a sua própria administração e assembleia, mas também uma substancial autonomia constitucional, legislativa e judicial. 
De acordo com as Constituições da RSF da Jugoslávia e da RS da Sérvia, a PSA do Kosovo também obteve a sua própria Constituição, permitindo-lhe regular os seus assuntos sociais, económicos e políticos, liderados pela assembleia.  A Província do Kosovo conquistou os mais altos cargos, principalmente a Presidência e o Governo, e ganhou um assento no Presidium Federal da Iugoslávia (incluindo poder de veto em nível federal), o que a equiparou aos estados da RS da Sérvia. 
A classe dominante local, dominada pelos albaneses, vinha pedindo o reconhecimento do Kosovo como uma república paralela à Sérvia dentro da Federação e, após a morte de Josip Broz Tito em 1980, as demandas foram renovadas. Em março de 1981, estudantes albaneses iniciaram os protestos de 1981 no Kosovo, onde um protesto social se transformou em violentos tumultos em massa com demandas nacionalistas em toda a província, que as autoridades iugoslavas contiveram com força. A emigração de não albaneses aumentou e as tensões étnicas entre albaneses e não albaneses aumentaram muito, com ataques internos violentos, especialmente direcionados a autoridades e representantes de autoridades iugoslavas. 
O incidente de Đorđe Martinović em 1985 e o massacre de Paraćin em 1987 contribuíram para a atmosfera de tensões étnicas. 
Em 1988 e 1989, as autoridades sérvias envolveram-se numa série de movimentos conhecidos como a Revolução Antiburocrática, que resultaram na demissão da liderança da província em Novembro de 1988 e numa redução significativa da autonomia do Kosovo em Março de 1989. 
Em 28 de junho de 1989, Milošević liderou uma celebração em massa do 600º aniversário da Batalha de Kosovo de 1389. O discurso de Milošević no Gazimestan, que marcou o início de sua proeminência política, foi uma parte importante dos eventos que contribuíram para a crise em curso no Kosovo. O movimento nacionalista sérvio que se seguiu também foi um fator que contribuiu para as Guerras Iugoslavas. 
O estatuto do Kosovo foi devolvido à Província Autônoma de Kosovo e Metóquia anterior a 1968, pela nova Constituição da República da Sérvia, adoptada em 28 de setembro de 1990. 
A Guerra do Kosovo ocorreu em seguida, com o Kosovo ficando sob administração das Nações Unidas em 1999. Mais tarde, em fevereiro de 2008, Kosovo declarou sua independência da Sérvia, enquanto a Sérvia continua a reivindicá-la como Província Autônoma de Kosovo e Metóquia.

## Demografia

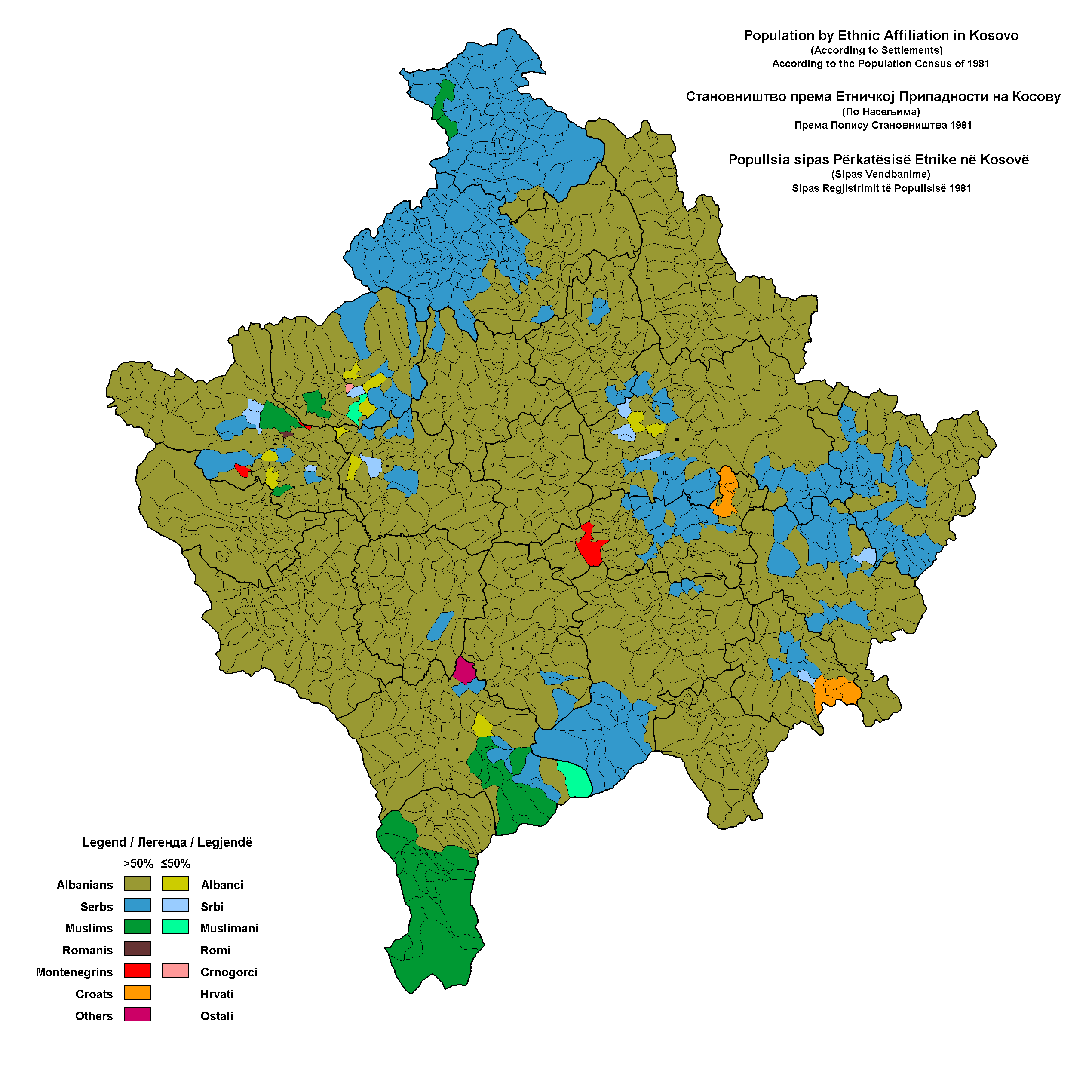
Estrutura étnica do Kosovo por assentamentos, de acordo com o censo de 1981

De acordo com o censo de 1981, o último realizado no período entre 1974 e 1990, a população da província era de 1.584.441 pessoas, incluindo: 
- 1.226.736 Albaneses (77,4%)
- 236.526 Sérvios (14,93%)
- 58.562 Muçulmanos Étnicos (3,7%)
- 34.126 Ciganos (2,2%)
- 12.513 Turcos (0,8%)
- 8.717 Croatas (0,6%)
- 2.676 Iugoslavos (0,2%)
- 4.584 Outros (0,2%)

## Política
O único partido político na província era a Liga dos Comunistas do Kosovo, que fazia parte da Liga dos Comunistas da Sérvia e da Liga dos Comunistas da Iugoslávia. 

## Governantes

### Primeiros-ministros
Presidente do Conselho Executivo do Comité Popular da Província Autónoma Socialista do Kosovo: 
- Fadil Hoxha, 1945–1953

Presidentes do Conselho Executivo da Província Autónoma Socialista do Kosovo: 
- Fadil Hoxha, 1953–1963
- Ali Šukrija, 1963 – maio de 1967
- Ilija Vakić, maio de 1967 – maio de 1974
- Bogoljub Nedeljković, maio de 1974 – maio de 1978
- Bahri Oruçi, maio de 1978 – maio de 1980
- Riza Sapunxhiu, maio de 1980 – maio de 1982
- Imer Pula, maio de 1982 – 5 de maio de 1984
- Ljubomir Neđo Borković, 5 de maio de 1984 – maio de 1986
- Namzi Mustafa, maio de 1986 – 1987
- Kaqusha Jashari, 1987 – maio de 1989
- Nikolla Shkreli, maio de 1989 – 1989
- Daut Jashanica, 1989
- Jusuf Zejnullahu, 4 de dezembro de 1989 – 5 de julho de 1990

### Presidentes
Presidente do Comitê de Libertação Popular da Província Autônoma Socialista do Kosovo:
- Mehmed Hoxha, 1 de janeiro de 1944 – 11 de julho de 1945

Presidentes da Assembleia da Província Autônoma Socialista do Kosovo: 
- Fadil Hoxha, 11 de Julho de 1945 – 20 de Fevereiro de 1953; 24 de junho de 1967 – 7 de maio de 1969
- Ismet Saqiri, 20 de fevereiro de 1953 – 12 de dezembro de 1953
- Đorđije Pajković, 12 de dezembro de 1953 – 5 de maio de 1956
- Pavle Jovićević, 5 de maio de 1956 – 4 de abril de 1960
- Dusan Mugoša, 4 de abril de 1960 – 18 de junho de 1963
- Stanoje Akšić, 18 de junho de 1963 – 24 de junho de 1967
- Ilaz Kurteshi, 7 de maio de 1969 – maio de 1974

Presidentes da Presidência da Província Autônoma Socialista do Kosovo:
- Xhavit Nimani, março de 1974 – 1981
- Ali Šukrija, agosto de 1981 – 1982
- Kolë Shiroka, 1982 – maio de 1983
- Shefqet Nebih Gashi, maio de 1983 – maio de 1985
- Branislav Skembarević, maio de 1985 – maio de 1986
- Bajram Selani, maio de 1986 – maio de 1988
- Remzi Kolgeci, maio de 1988 – 5 de abril de 1989
- Hysen Kajdomçaj, 27 de junho de 1989 – 11 de abril de 1990